# Volkan Babacan
Volkan Babacan (Antalya, l'11 d'agost de 1988). És un jugador de futbol turc que juga com a porter amb l'Istanbul Başakşehir.Babacan va ser l'estrella del Campionat Mundial de Futbol Sub-17 de 2005, en el qual Turquia va obtenir el tercer lloc. Va fer el seu debut internacional el 13 d'octubre de 2014 amb un empat 1-1 a Letònia en la classificació per a la eurocopa 2016.